# Fresnes-sur-Marne
Fresnes-sur-Marne ist eine französische Gemeinde mit 947 Einwohnern (Stand 1. Januar 2022) im Département Seine-et-Marne in der Region Île-de-France. Der Ort befindet sich zehn Kilometer westlich von Meaux am Canal de l’Ourcq.

## Sehenswürdigkeiten
- Kirche Saint-Sulpice, erbaut von 1608 bis 1615

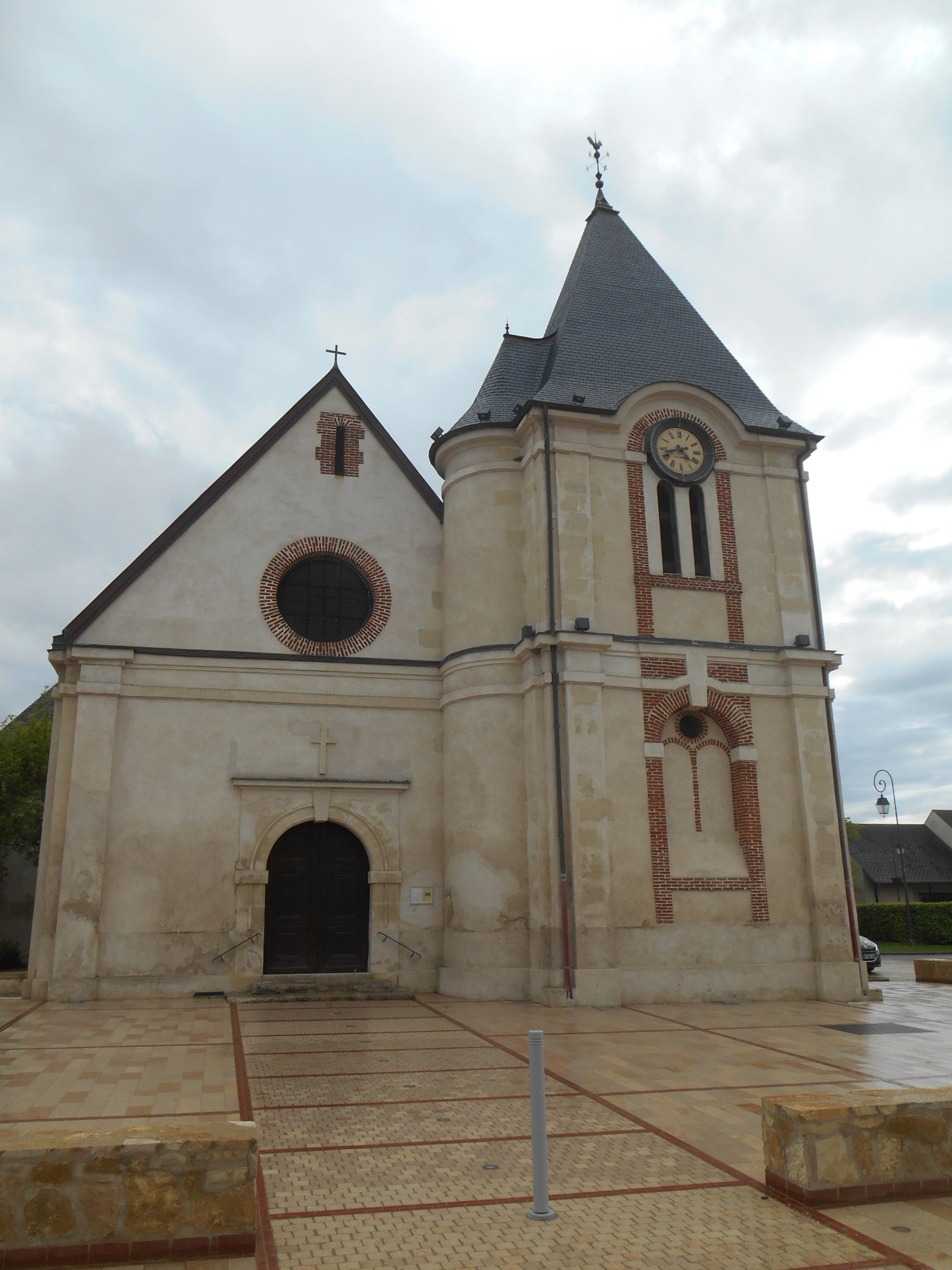
Kirche Saint-Sulpice

## Persönlichkeiten
- Henri-Cardin-Jean-Baptiste d’Aguesseau (1747–1826), Politiker und Mitglied der Académie française